# Влодзімеж Пежинський
Влодзімеж Пежинський (пол. Włodzimierz Perzyński; 6 липня 1877, Опочно, Королівство Польське, Російська імперія — 21 жовтня 1930, Варшава, Польща) — польський письменник, драматург, поет-модерніст, журналіст.

## Біографія
Освіту здобув у Санкт-Петербурзі. Завдяки перебуванню в Росії познайомився з російською літературою та художніми ідеями та течіями (у тому числі з К. С. Станіславським та В. І. Немировичем-Данченком). З 1897 року вивчав польську філологію у Ягеллонському університеті у Кракові.
У 1899 році за станом здоров'я вирушив до Італії, Франції та Єгипту. Під час подорожі вивчав іноземні мови. У 1901 році повернувся до Кракова. Займався журналістикою та літературною творчістю. Став учасником течії «Молода Польща». Серед його друзів були Станіслав Пшибишевський, Тадеуш Бой-Желенський, Ян Август Киселевський (Kisielewski) та інші.
З 1905 року працював у редакції тижневика «Tygodnik Ilustrowany». З 1907 року кілька років жив за кордоном — у Парижі, Швейцарії та Італії. 1913 року повернувся на батьківщину і оселився у Варшаві.
Під час польсько-більшовицької війни (1919—1921) співпрацював з армійським відділом пропаганди.
Працював літературним керівником кількох варшавських театрів (Teatr Polski, Teatr Mały)
Наприкінці життя оглух. Помер, захворівши на дифтерію. Похований на цвинтарі Старі Повонзки.

## Творчість
Дебютував у 1902 році, опублікувавши збірку поезій «Poezye». Загальний тон гарних і продуманих віршів поета — похмурий; він зізнається, що «входить у світ без дитячої віри, сонячні надії не золотять його душі, бо у своїй кімнаті ночами пережив багато довгих років». Він не радіє наступу ранку з його ясним сонцем, не вірить у кохання і з гейнівським сарказмом закінчує найзахопленіші любовні пісні.
На багатьох віршах В. Пежинського помітно вплив К. Тетмайєра. Найкращими віршами вважаються: Hajali, Przebudzenie, Wizye, Nazajutrz, Zmierzch, Sąd.
Як драматург почав писати п'єси, коли виникли фінансові проблеми. З ініціативи Станіслава Островського створив свою першу комедію «Lekkomyślna siostra» («Легковажна сестра»), поставлена на сцені Львівського театру Т. Павліковським.
Був сценаристом кількох німих фільмів (Aszantki (1913), Посмішка долі (1927)).
П'єси драматурга розповідають, переважно, про життя польської буржуазії, міщанських верств населення. Маючи гостру спостережливість, В. Пежинський створював живі характери. Його комедії сценічні, відрізняються легкістю діалогів, тонким гумором, іронією, яка іноді переходить у сатиру. П'єси його широко ставилися у театрах Польщі.

## Твори
- Твори (пол.)